# Tanveer Sharif
Tanveer Sharif (født 28. februar 1973) i Ishøj af pakistanske indvandrere) er en dansk iværksætter og politiker, som har været med til at grundlægge Vopium, en softwareudbyder af billige, internationale mobilopkald via VoIP og Wi-Fi-teknologi. Tanveer Sharif har været med i udviklingen af firmaet siden 2006. I april 2008 fik han forhandlet en investeringsaftale på US$ 6,8 millioner i firmaet, og i maj 2010 lykkedes det ham at rejse yderligere US$ 16,5 millioner og udvidede ejerkredsen bag Vopium til også at omfatte telekommunikationsinvestoren Raghuvinder Kataria, som i dag er hovedaktionær.

## Tidlig karriere
Tanveer Sharif er uddannet B.Sc. fra Copenhagen Business School (1996) og har suppleret med studier fra ESC Rouen Business School i Frankrig. Han har lang ledelseserfaring fra software- og telekommunikationsbranchen. I 2000 blev han ansat som direktør i McKinsey & Company’s Venture Cup, en iværksætterorganisation for universiteter i Danmark og Sydsverige. I 2003 valgte han selv at blive iværksætter med mobilselskabet J-Mobiles, som han grundlagde sammen med to partnere. J-Mobiles fokuserede på udvikling af mobilsoftware i Pakistan og var på daværende tidspunkt en af de første virksomheder, som udviklede mobilsoftware i Pakistan, og grundlagde applikationsudviklingsbranchen i Pakistan. I 2005 besluttede J-Mobiles at ændre fokus fra udvikling af mobilsoftware til andre firmaer til selv at lave egenudviklet software. Derfor grundlagde Tanveer Sharif sammen med Brian Sussemiehl og Imran Sadiq i 2006 Vopium ud fra en idé om, at indvandrere kunne bruge et bedre alternativ til internationale taletidskort eller Skype-lignede programmer, hvis de skulle holde kontakten til venner og familie i udlandet. Det blev til Vopium mobil-applikationen, som i dag er tilpasset mere end 900 mobilmodeller, herunder iPhone-, Android, Symbian- og Blackberrytelefoner. 

## Politisk karriere
Siden gymnasietiden har Tanveer Sharif været politisk aktiv, først i græsrodsarbejdet med integration af indvandrere i det danske samfund, siden som aktiv politiker. Efter en politisk løbebane som folketingskandidat og medlem af amtsrådet i det daværende Københavns Amt fra 2002-2006 for henholdsvis Det Radikale Venstre og Socialdemokraterne, valgte han at slutte sin politiske karriere i 2006 og i stedet fokusere al sin tid på at være iværksætter.

## Involvering i integration og nødhjælp
Ud over sin forretningskarriere har Tanveer Sharif også været meget engageret i antiracistisk arbejde og i at få unge med indvandrerbaggrund ud af kriminalitet og forbedre karrieremulighederne for unge nydanskere.
Det var Tanveer Sharifs beslutning, da Vopium valgte at give hele overskuddet for telefoni til Pakistan i to måneder til Røde Kors og andre nødhjælpsorganisationer under de voldsomme oversvømmelser i Pakistan i sommeren 2010.
I 2010 nominerede Indenrigsministeriet Tanveer Sharif til Integrationsprisen 2010 i kategorien “Årets Nydanske erhvervsleder.” 

## Eksterne links
- Manden der ikke vil være indvandrerguru, Politiken 2010-10-03
- VoIP Company Vopium Raises $16.5 Million In Bid To Challenge Skype TechCrunch 2010-06-25
- Training vs. Exposure – Explains Tanveer Sharif, CEO, Vopium CodeWeek 2010-09-07 Arkiveret 27. december 2010 hos  Wayback Machine
- Vopiums direktør Tanveer Sharif svarer på 5 skarpe VoIP-bloggen 2009-08-17 Arkiveret 11. januar 2010 hos  Wayback Machine
- Integrationspriserne
- Vopiums hjemmeside  Arkiveret 3. oktober 2020 hos  Wayback Machine